# Alain Filhol
Alain Filhol (ur. 15 maja 1951 w Tuluzie) – francuski kierowca wyścigowy.

## Kariera
Filhol rozpoczął karierę w wyścigach samochodowych w 1995 roku od startów w Formuły 3000. Jednak w żadnym z dwóch wyścigów, w których wystartował, nie zdołał zdobyć punktów. Został sklasyfikowany na 28 pozycji w klasyfikacji generalnej. W późniejszych latach pojawiał się także w stawce Francuskiego Pucharu Porsche Carrera, FIA GT Championship, French GT Championship, French Touring Cup Championship, 24-godzinnego wyścigu Le Mans oraz Le Mans Series.